# Ilha Sandy

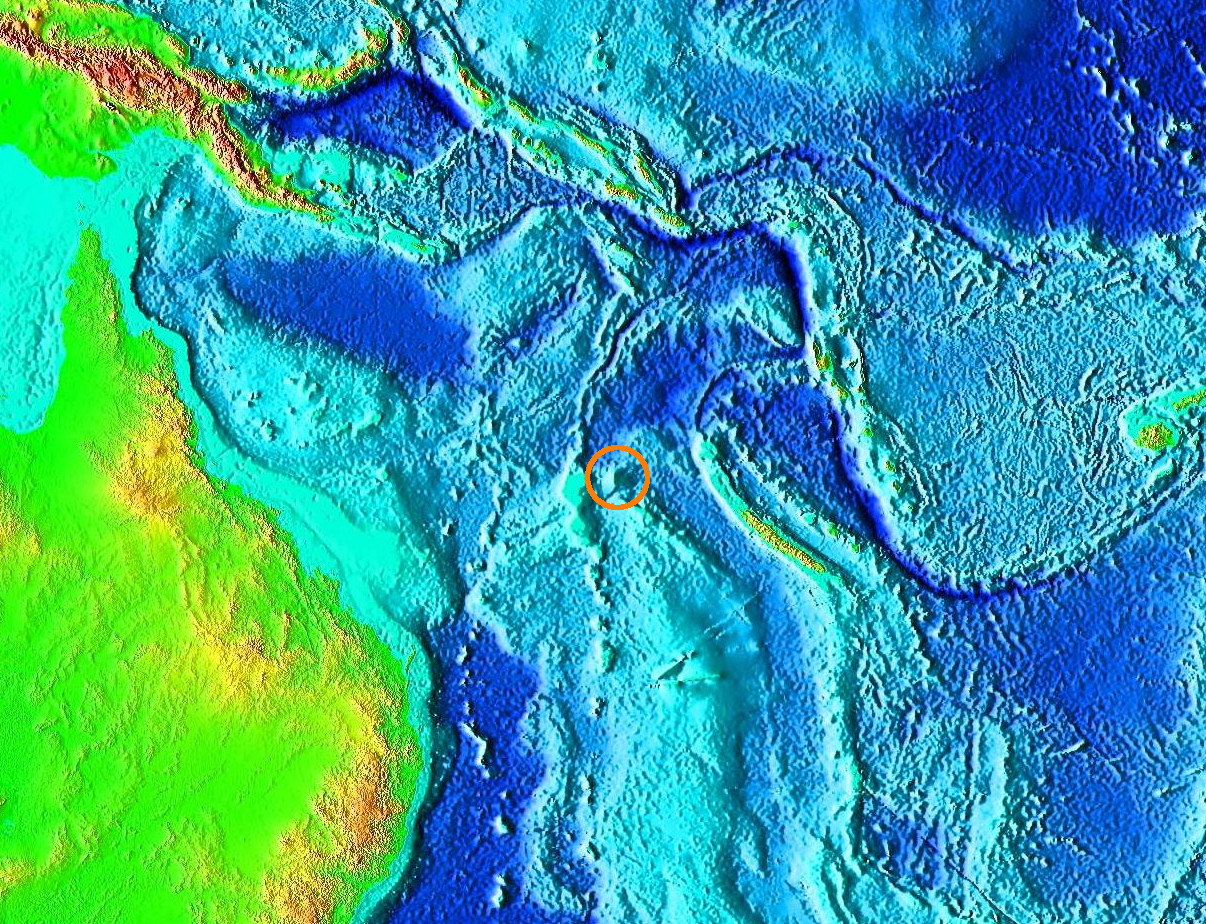
Mapa topográfico mostrando a suposta posição de Ilha Arenosa

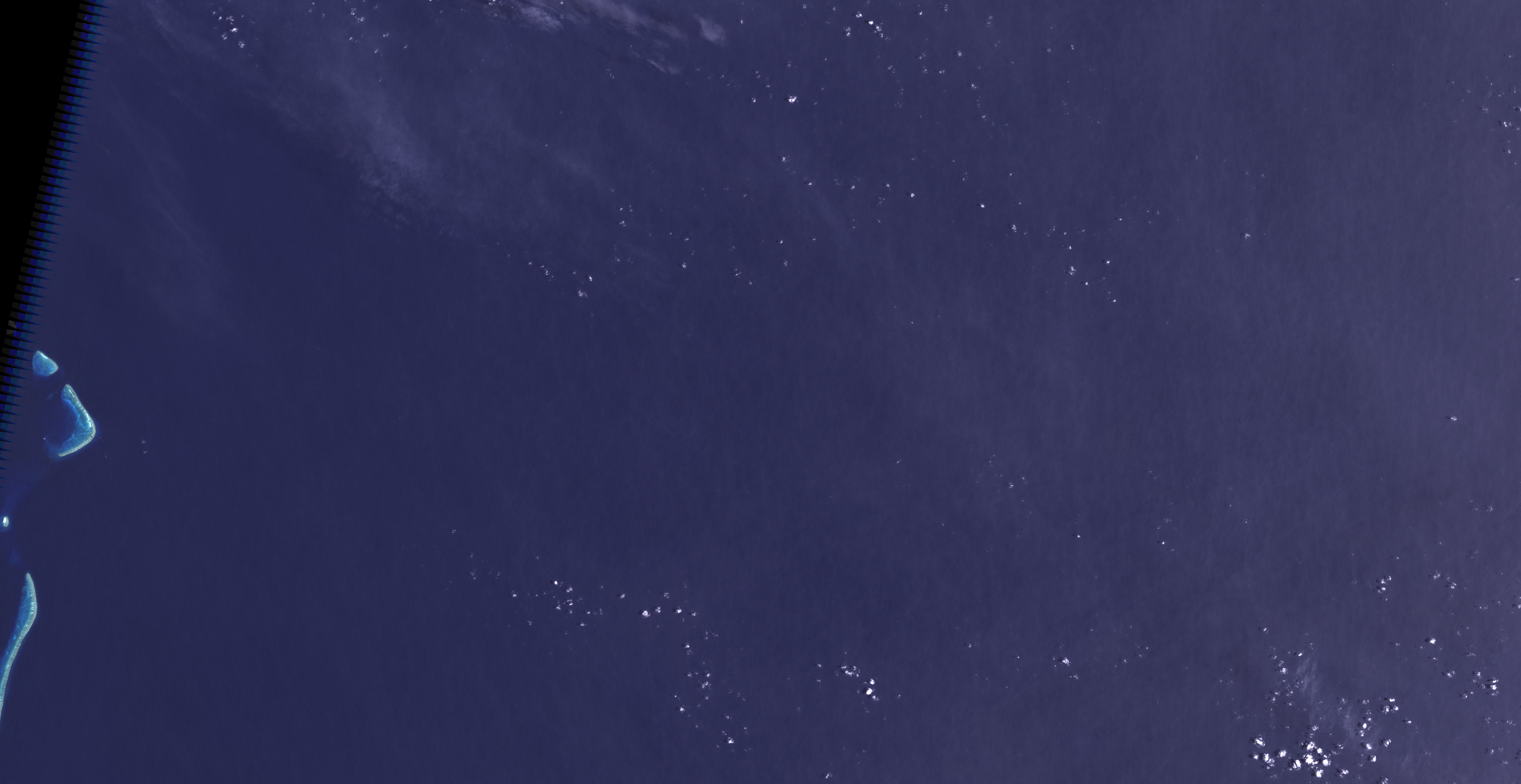
Foto de satélite mostrando a localização da ilha, caso ela existisse

A Ilha Sandy ou Ilha Arenosa (por vezes escrito em francês: "Île de Sable") é uma ilha fantasma que supostamente seria localizada entre a Austrália e Nova Caledônia no Mar de Coral. A ilha aparece em alguns mapas do mundo, incluindo o Google Maps, mesmo que ela tenha sido retirada dos mapas oficiais em 2013.
No Google Earth, na visão padrão, a área da ilha é coberta por pixels pretos, mas característica do programa imagens históricas que tem um satélite com uma imagem da porção sul tomada pelo DigitalGlobe em 3 de Março 2009 apresentando um mar escuro.
A ilha já foi removida em 1999 do Times Atlas of the World, Edição 10, como foi observado por entusiastas de rádio amadores em um DX-pedition em abril de 2000, mas todos os mapas foram posteriormente atualizados. A ilha aparece em outras edições do Atlas of the World, lá chamada "Île de Sable", nome francês para "Ilha Arenosa".
A redescoberta da ausência da ilha foi feita em 2012 por cientistas australianos a bordo do Surveyor RV Sul que estavam estudando placas tectônicas no Mar de Coral. Durante a viagem, eles notaram uma discrepância entre diferentes mapas e decidiu-se navegar para o local para investigar a suposta ilha. Nenhuma ilha foi encontrada e as cartas de navegação mostraram uma profundidade de 1.400 metros (4.300 pés).
O Serviço Hidrográfico Australiano, um departamento da Marinha Real Australiana, disse que o mapeamento de uma ilha como uma armadilha para violadores de direitos autorais - uma prática em cartografia para colocar uma "armadilha fictícia" no mapa com o propósito de "enganar" violadores de direitos autorais em potencial - não tem sido prática comum em cartas náuticas, e sua presença pode ser simplesmente devida a erro humano. Se a ilha realmente existiu, teria sido dentro de águas territoriais francesas.
Segundo Shaun Higgins, um pesquisador do Museu de Auckland que liderou uma investigação, tudo não passa de uma confusão causada pelos dados coletados por um navio baleeiro, em 1876. Para ele, o registro dessa “ilha” se deve a anotações feitas pelo capitão do baleeiro Velocity, como forma de alertar futuros navegadores sobre os perigos de ilhotas ou quebra-mares existentes no local.